# Roser Vallhonesta i Molins
Roser Vallhonesta i Molins (barri d'Horta, Barcelona 1951) és una activista social catalana. Va començar formant part de l'agrupació escolta del barri i ha participat exercint responsabilitats en el Grup de Pioners Mixt, la Junta Gestora per a la fundació de l'Associació de Veïns i l'Esbart i el Grup d'Estudis Teatrals dels Lluïsos d'Horta. També va ser cofundadora i presidenta, al llarg de nou anys, del Grup Coral d'Horta.
Ha organitzat les primeres colònies per als nens i nenes a l'Escola Homar. Més tard va entrar a treballar al CEIP Mare Nostrum com a coordinadora de les activitats extraescolars, a més de ser membre del consell escolar del centre des que es va constituir. Actualment és presidenta de la Coordinadora d'Entitats d'Horta, dins la qual, al llarg de vuit anys, ha participat en la Comissió de Festes. El 2001 va rebre la Medalla d'Honor de Barcelona.